# Кальви (Верхняя Корсика)
Кальви (фр. Calvi) — коммуна в составе департамента Корсика Верхняя острова Корсика, Франция. Является супрефектурой округа Кальви и административным центром кантона Кальви. Код INSEE коммуны — 2B050. Мэр коммуны — Анж Сантини, мандат действует на протяжении 2014—2020 годов.
2-й Воздушно-десантный иностранный полк (2° REP) Французского Иностранного Легиона базируется в цитадели Кальви.

## География
Кальви находится на северо-западном побережье острова Корсика, в 95 км от Бастии и в 24 км от Л`Иль-Руса. Округ Кальви — самый маленький округ на Корсике. Коммуна Кальви — 5-я по величине коммуна.

## История
Девиз, «Calvi semper fidelis» («Кальви всегда верен»), символизировал лояльность Кальви к Республике Генуя.
Согласно легенде, Кальви, до XVIII века входивший в состав Республики Генуя, является родиной Христофора Колумба. Однако он скрывал этот факт, поскольку частые антиправительственные выступления принесли жителям острова дурную славу.

## Экономика
Экономика Кальви большей частью опирается на летний туризм, который начал развиваться с 1950 года. Международный Аэропорт Святой Екатерины и Порт им. Ксавьера Колонны обеспечивают удобный доступ множеству туристов.